# Великий Самовець (Липецька область)
Великий Самовець (рос. Большой Самовец) — село у Грязінському районі Липецької області Російської Федерації.
Населення становить 2720  осіб. Належить до муніципального утворення Большесамовецька сільрада.

## Історія
З 13 червня 1934 до 6 січня 1954 року у складі Воронезької області. Відтак входить до складу Липецької області.
Згідно із законом від 23 вересня 2004 року № 126-ОЗ органом місцевого самоврядування є Большесамовецька сільрада.

## Населення
| 2009 | 2010  | 2013  |
| ---- | ----- | ----- |
| 2537 | ↗2539 | ↗2720 |